# Майорский (Ростовская область)
Майо́рский — хутор в Орловском районе Ростовской области.
Административный центр Майорского сельского поселения.

## Население
| 2010 |
| ---- |
| 680  |

## Улицы
| - пер. Колхозный, - ул. Магистральная, - ул. Овражная, - пер. Октябрьский, | - ул. Полевая, - пер. Почтовый, - ул. Прудовая, - пер. Розовый, | - пер. Садовый, - ул. Северная, - пер. Солнечный, - пер. Спортивный, | - пер. Степной, - ул. Транспортная, - пер. Центральный, - ул. Шолохова. |